# Аньковский район
Аньковский район — административно-территориальная единица в составе Ивановской области РСФСР, существовавшая в 1946—1960 годах.
Аньковский район образован 27 марта 1946 года из части Ильинского района. В район вошло 11 сельсоветов: Аньковский, Зиновский, Ивашевский, Игрищенский, Капцевский, Коварчинский, Макарьинский, Нестерцевский, Радинский, Савинский, Сидоровский.
В 1951 году к району был присоединён Каблуковский с/с Гаврилово-Посадского района.
В 1954 году часть сельсоветов была объединена: Капцевский и Сидоровский объединены в Нажеровский, Зиновский и Савинский в Мало-Вязовицкий, Нестерцевский присоединён к Коварчинскому, Макарьинский к Игрищенскому.
8 апреля 1960 года Аньковский район был упразднён, а его территория присоединена к Ильинскому району.